# Leptidosophia lutescens
Leptidosophia lutescens là một loài ruồi trong họ Tachinidae.